# 425 5th Avenue
425 5th Avenue este o clădire ce se află în New York City. A fost proiectată de RFR Davis și Michael Graves. A fost construită între anii 2001 și 2003 și are 55 de etaje și 197 de spații.